# Commune de Tudulinna
La commune de Tudulinna est une Commune rurale dans le comté de Viru-Est au nord de l'Estonie. Elle a 501 habitants(01.01.2012) et a une superficie de 270,0 km2.

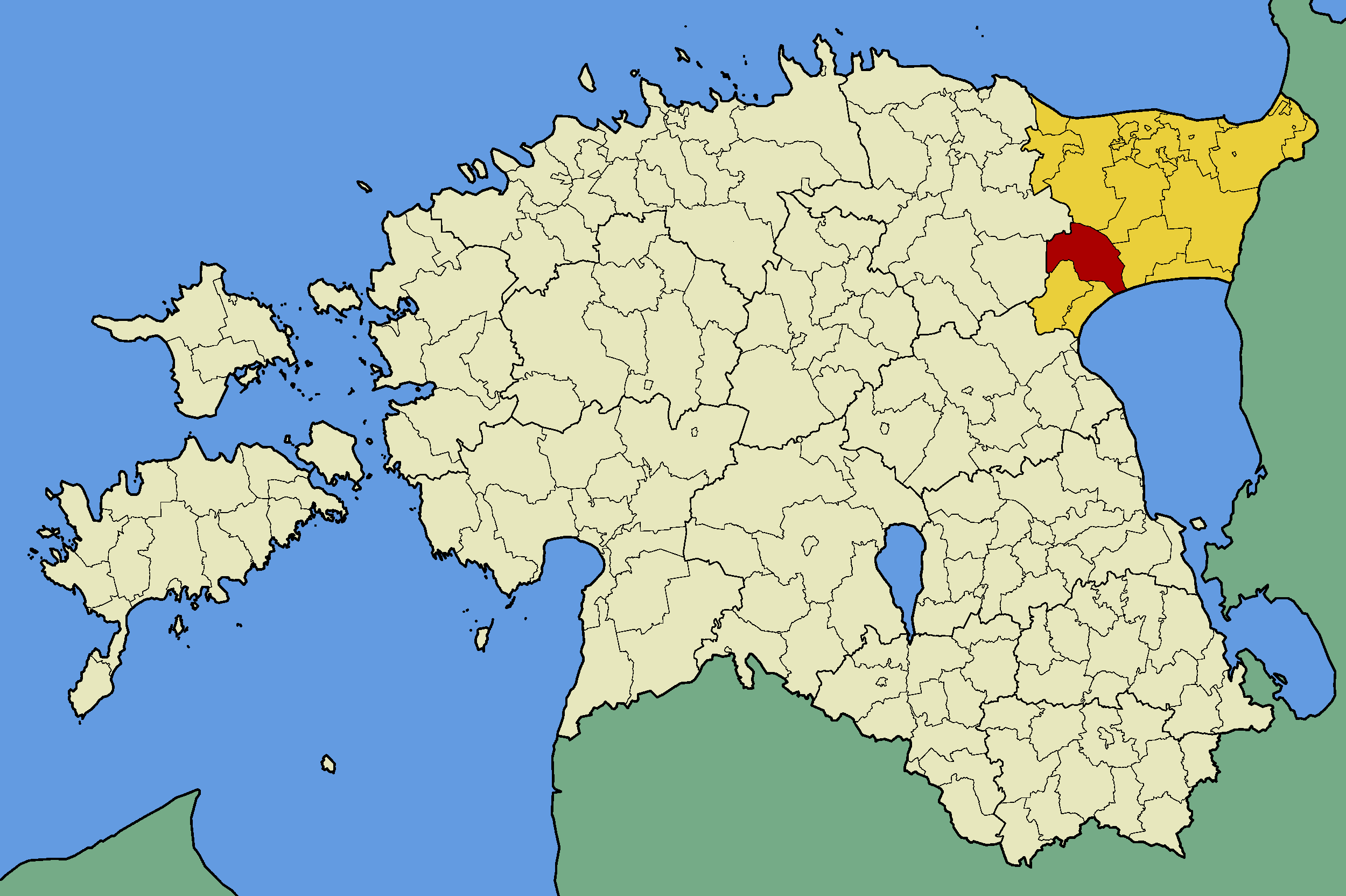
Commune de Tudilinna (rouge)
dans le Virumaa oriental (jaune).

## Composition
La commune de Tudulinna est formée d'un bourg et de 9 villages:

### Bourg
Tudulinna

### Villages
Kellassaare, Lemmaku, Oonurme, Peressaare, Pikati, Rannapungerja, Roostoja, Sahargu, Tagajõe.